# Troy (Nou Hampshire)
Troy és una població dels Estats Units a l'estat de Nou Hampshire. Segons el cens del 2000 tenia 1.962 habitants.

## Demografia
Segons el cens del 2000, Troy tenia 1.962 habitants, 733 habitatges, i 527 famílies. La densitat de població era de 43,5 habitants per km².
Dels 733 habitatges en un 35,2% hi vivien nens de menys de 18 anys, en un 55,7% hi vivien parelles casades, en un 11,2% dones solteres, i en un 28% no eren unitats familiars. En el 19,9% dels habitatges hi vivien persones soles el 7,6% de les quals corresponia a persones de 65 anys o més que vivien soles. El nombre mitjà de persones vivint en cada habitatge era de 2,68 i el nombre mitjà de persones que vivien en cada família era de 3,09.
Per edats la població es repartia de la següent manera: un 27,5% tenia menys de 18 anys, un 7,3% entre 18 i 24, un 31% entre 25 i 44, un 24% de 45 a 60 i un 10,2% 65 anys o més.
L'edat mediana era de 36 anys. Per cada 100 dones de 18 o més anys hi havia 92,6 homes.
La renda mediana per habitatge era de 41.875$ i la renda mediana per família de 47.500$. Els homes tenien una renda mediana de 28.816$ mentre que les dones 23.980$. La renda per capita de la població era de 17.323$. Entorn del 3,8% de les famílies i el 7,9% de la població estaven per davall del llindar de pobresa.